# All Monsters Attack
All Monsters Attack (Japanse titel Godzilla Minilla Gabara: Ōru Kaijū Daishingeki (ゴジラ•ミニラ•ガバラ オール 怪獣大進撃, Gojira Minira Gabara Ōru Kaijū Daishingeki, lit. "Godzilla, Minilla, Gabara: All Monsters Attack")) is een Japanse kaijufilm uit 1969. Het is de 10e van de Godzillafilms. De film werd geregisseerd door Ishiro Honda, die ook de special effects voor zijn rekening nam samen met Sadamasa Arikawa en Teruyoshi Nakano.
In tegenstelling tot de vorige Godzillafilms was deze film duidelijk gericht op een jong publiek. Derhalve werd de film minder goed ontvangen dan de vorige.

## Verhaal
De film draait voornamelijk om Ichiro, een jongen met een sterke fantasie. In het dagelijks leven stelt hij niet veel voor: zijn familie is vaak weg en hij is geregeld het doelwit van pestkoppen. Derhalve vlucht hij vaak weg in zijn eigen fantasiewereld, waarin hij monster Island bezoekt en goede vrienden is met Minilla ("Godzilla’s zoon, die geïntroduceerd werd in Son of Godzilla). Minilla heeft in deze film de gave om te krimpen tot menselijk formaat, en om met mensen te praten. Via zijn fantasie leert Ichiro zijn angsten onder ogen te komen, en het eindelijk tegen de pestkoppen op te nemen.

## Rolverdeling
| Acteur           | Personage                    |
| ---------------- | ---------------------------- |
| Tomonori Yazaki  | Ichiro Miki                  |
| Eisei Amamoto    | Toy Consultant Shinpei Inami |
| Sachio Sakai     | Bank Robber Senbayashi       |
| Kazuo Suzuki     | Bank Robber Okuda            |
| Kenji Sahara     | Kenkichi 'Tack' Miki         |
| Machiko Naka     | Ichiro's Mother              |
| Shigeki Ishida   | The Landlord                 |
| Midori Uchiyama  | Minya (voice)                |
| Yoshifumi Tajima | Detective                    |
| Chotaro Togin    | Assistant Detective          |
| Yutaka Sada      | Trainman                     |
| Yutaka Nakayama  | Guy Painting Billboard       |
| Ikio Sawamura    | Bartender                    |
| Haruo Nakajima   | Godzilla                     |

## Achtergrond

### Amerikaanse versie
De film werd in de Verenigde Staten uitgebracht op 8 december 1971 door Maron Films. Deze versie droeg de naam Godzilla's Revenge. De dialoog werd nagesynchroniseerd in het Engels. De naam van Minilla werd veranderd naar Minya, en een paar scènes werden verwijderd.

### Opbrengst
In Japan werden voor de film ongeveer 1,480,000 kaartjes verkocht, meer dan een miljoen minder dan voor de vorige Godzillafilm.

### Alternatieve titels
- Gojira-Minira-Gabara: Ōru Kaijū Daishingeki
- All Monsters Attack
- All Monsters on Parade
- All Kaijū Daishingeki
- Attack All Monsters
- Godzilla's Leverage
- Godzilla's Revenge
- Godzilla, Minilla, Gabara: All Monsters' Attack
- Great Charge of All Monsters
- Minya: The Son of Godzilla
- Godzilla vs Gabara

## Trivia
- Dit is de enige Godzillafilm waarin Godzilla niet een “echt” monster is, maar enkel bestaat in de fantasie van een van de menselijke personages.
- Veel van de monsters in de film worden gezien via oud beeldmateriaal uit vorige Godzillafilms waaronder Kamucaras & Kumonga uit Son of Godzilla, Ebirah & de gigantische condor uit Godzilla vs. The Sea Monster, Gorosaurus uit King Kong Escapes en Manda uit de vorige film.